# Tristemma
Tristemma är ett släkte av tvåhjärtbladiga växter. Tristemma ingår i familjen Melastomataceae.
Kladogram enligt Catalogue of Life:
| Tristemma | \| \| Tristemma acuminatum \| \| \| \| \| \| Tristemma mauritianum \| \| \| \| |
|           | \| \| Tristemma acuminatum \| \| \| \| \| \| Tristemma mauritianum \| \| \| \| |
|           | Tristemma acuminatum                                                           |
|           |                                                                                |
|           | Tristemma mauritianum                                                          |
|           |                                                                                |